# Espectroscòpia d'absorció

Exemple de l’absorció de la radiació electromagnètica usant la radiació visible. L'espectre d’absorció s'obté comparant l’atenuació de la llum transmesa amb la llum incident.

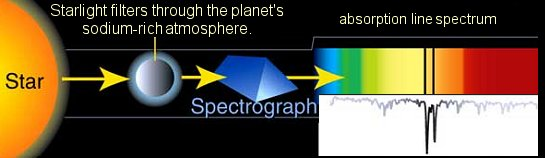
Un exemple de l’aplicació de l'espectroscòpia d’absorció en la primera detecció d’un planeta fora del nostre sistema solar (2001).

L'espectroscòpia d'absorció fa referència a les tècniques d'espectroscòpia que mesuren l'absorció de radiació electromagnètica, com a funció de freqüència o longitud d’ona, deguda a la interacció amb una mostra. La mostra absorbeix energia, és a dir, fotons, del camp de radiació. La intensitat de l'absorció varia en funció de la freqüència i aquesta variació és l'espectre d'absorció. L'espectroscòpia d'absorció es fa a través de l'espectre electromagnètic.
Es fa servir l'espectroscòpia d'absorció com una eina en l'anàlisi química. L'espectroscòpia infraroja i l'espectroscòpia ultraviolada són particularment comunes en l'anàlisi. També s'utilitza lespectroscòpia d'absorció en els estudis de física atòmica i molecular, astronomia i sensors remots
Hi ha una àmplia gamma d'enfocaments experimentals per mesurar els espectres d'absorció. La disposició més comuna és dirigir un feix de radiació generat cap a una mostra i detectar la intensitat de la radiació que la travessa. L'energia transmesa es pot fer servir per calcular l'absorció. La font, la disposició de la mostra i la tècnica de detecció varien significativament segons el rang de freqüència i el propòsit de l'experiment.
Els següents són els tipus principals d'espectroscòpia d'absorció:
| Núm. | Radiació electromagnètica | Tipus espectroscòpic                                                                           |
| ---- | ------------------------- | ---------------------------------------------------------------------------------------------- |
| 1    | Raigs X                   | espectroscòpia d'absorció de raigs X                                                           |
| 2    | Ultraviolat: visible      | espectroscòpia d'absorció UV-vis                                                               |
| 3    | Infraroig                 | espectroscòpia d'absorció d'infrarojos                                                         |
| 4    | Microona                  | espectroscòpia d'absorció de microones                                                         |
| 5    | Ona de ràdio              | Espectroscòpia de ressonància d'espín electrònic Ressonància magnètica nuclear espectroscòpica |

## Aplicacions

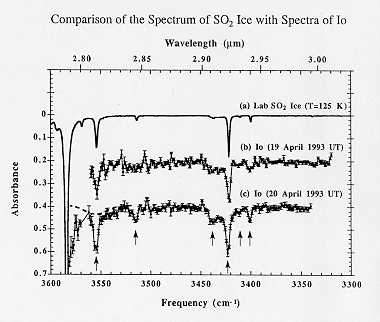
L'espectre d'absorció infraroja del gel de diòxid de sofre del laboratori de la NASA es compara amb els espectres d'absorció infraroja dels gels en la lluna de Júpiter, Io.

L'espectroscòpia d'absorció és útil en l'anàlisi química a causa de la seva especificitat i la seva naturalesa quantitativa. L'especificitat dels espectres d'absorció permet que els compostos es distingeixin entre si en una mescla, la qual cosa fa que l'espectroscòpia d'absorció sigui útil en una àmplia varietat d'aplicacions. Per exemple, els analitzadors de gasos infrarojos es poden utilitzar per a identificar la presència de contaminants en l'aire, distingint el contaminant del nitrogen, oxigen, aigua i altres components esperats.
L'especificitat també permet identificar mostres desconegudes comparant un espectre mesurat amb una biblioteca d'espectres de referència. En molts casos, és possible determinar informació qualitativa sobre una mostra fins i tot si no està en una biblioteca. Els espectres infrarojos, per exemple, tenen bandes d'absorció característiques que indiquen si són presents enllacis carboni-hidrogen o carboni-oxigen.
Un espectre d'absorció es pot relacionar quantitativament amb la quantitat de material present usant la llei de Beer-Lambert. La determinació de la concentració absoluta d'un compost requereix el coneixement del coeficient d'absorció del compost. El coeficient d'absorció d'alguns compostos està disponible en fonts de referència i també es pot determinar mesurant l'espectre d'un estàndard de calibratge amb una concentració coneguda de l'objectiu.

### Sensors remots
Un dels avantatges únics de l'espectroscòpia com a tècnica analítica és que es poden realitzar mesuraments sense que l'instrument i la mostra entrin en contacte. La radiació que viatja entre una mostra i un instrument contindrà la informació espectral, per la qual cosa el mesurament es pot realitzar de forma remota. La detecció espectral remota és valuosa en moltes situacions. Per exemple, els mesuraments es poden realitzar en entorns tòxics o perillosos sense posar en risc a un operador o instrument. A més, el material de la mostra no ha de posar-se en contacte amb l'instrument, evitant una possible contaminació creuada.
Els mesuraments espectrals remots presenten diversos desafiaments en comparació amb els mesuraments de laboratori. L'espai entre la mostra d'interès i l'instrument també pot tenir absorcions espectrals. Aquestes absorcions poden emmascarar o confondre l'espectre d'absorció de la mostra. Aquestes interferències de fons també poden variar amb el temps. La font de radiació en els mesuraments remots sol ser una font ambiental, com la llum solar o la radiació tèrmica d'un objecte càlid, i això fa necessari distingir l'absorció espectral dels canvis en l'espectre de la font.
Per a simplificar aquests desafiaments, l'espectroscòpia d'absorció òptica diferencial ha guanyat una certa popularitat, ja que se centra en les característiques d'absorció diferencial i omet l'absorció de banda ampla, com l'extinció d'aerosols i l'extinció deguda a la dispersió *Rayleigh. Aquest mètode s'aplica a mesuraments terrestres, aèries i satel·litàries. Alguns mètodes terrestres brinden la possibilitat de recuperar perfils de gasos traça estratosfèrics i troposfèrics.

### Astronomia

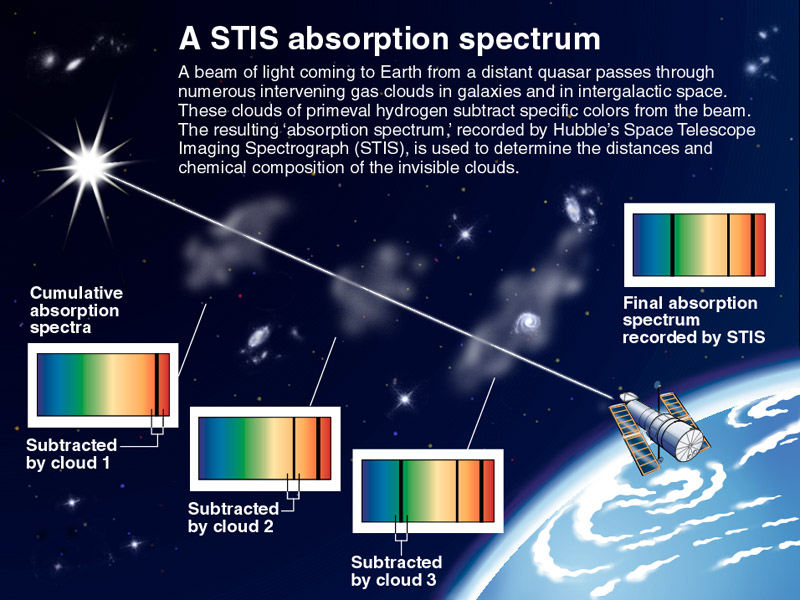
Espectre d'absorció observat pel Hubble Space Telescope

L'espectroscòpia stronòmica és un tipus especial de sensor remot. En aquest cas els objectes són tan lluny de la terra que la radiació electromagnètica és l'única manera possible de mesurar-los. Es fa servir, entre d'altres, per estudiar els planetes extrasolars.

## Espectre d'absorció

Espectre solar amb les Línies de Fraunhofer.

L'espectre d'absorció d'un material és la fracció de la radiació incident absorbida pel material al llarg d'un rang de freqüències. L'espectre d'absorció és determinat principalment per la seva composició atòmica i molecular. És més probable que la radiació s'absorbeixi a freqüències que coincideixen amb la diferència d'energia entre dos estats mecànics quàntics de les molècules. L'absorció que es produeix a causa d'una transició entre dos estats s'anomena línia d'absorció i un espectre normalment es compon de moltes línies.
Les freqüències a les quals es produeixen les línies d'absorció, així com les seves intensitats relatives, depenen principalment de l'electrònica i l'estructura molecular de la mostra. Les freqüències també dependran de les interaccions entre les molècules de la mostra, l'estructura del cristall en sòlids, i de diversos factors ambientals (per exemple, temperatura, pressió, camp elèctric, camp magnètic). Les línies també tindran una amplada i una forma que estan determinats principalment per la densitat espectral o la densitat d'estats de el sistema.

### Teoria bàsica
Les línies d'absorció es classifiquen normalment per la naturalesa del canvi de mecànica quàntica induïda en la molècula o un àtom. Les  línies rotacionals, per exemple, es produeixen quan l'estat de rotació d'una molècula es canvia. Les línies de rotació es troben típicament en la regió de microones de l'espectre. Les línies vibracionals corresponen als canvis en l'estat vibratori de la molècula i es troben típicament en la regió infraroja. Les línies electròniques corresponen a un canvi en l'estat electrònic d'un àtom o molècula i es troben típicament en la regió visible i ultraviolada. L'absorció de raigs X s'associa amb l'excitació de l'estructura interna dels electrons en els àtoms. Aquests canvis també poden ser combinats (per exemple, l'acoblament rotovibracional, dona lloc a noves línies d'absorció en l'energia combinada dels dos canvis.
L'energia associada amb el canvi en mecànica quàntica principalment determina la freqüència de la línia d'absorció, però la freqüència pot ser desplaçada per diversos tipus d'interaccions. Els camps elèctrics i magnètics poden causar un canvi. Les interaccions amb molècules veïnes poden provocar canvis. Per exemple, les línies d'absorció de la molècula en fase gasosa pot canviar significativament quan aquesta molècula està en una fase líquida o sòlida i interaccionar més fortament amb les molècules veïnes.
Les línies d'absorció s'han representat com a línies infinitesimalment primes, és a dir, funció delta de Dirac, però les línies observades sempre tenen una forma que es determina per l'instrument utilitzat per a l'observació, el material absorbent de la radiació i la física entorn d'aquest material. És comú per a les línies tenir la forma d'una distribució gaussiana o distribució de Lorentz. També és comú per a una línia que es caracteritza només per la seva intensitat i ample en lloc de tota la forma que es caracteritza.
La intensitat obtinguda integrant l'àrea sota la línia d'absorció-és proporcional a la quantitat d'aquesta substància absorbent. La intensitat es relaciona també amb la temperatura de la substància i la interacció mecànica quàntica entre la radiació i l'absorbidor. Aquesta interacció es quantifica pel moment de transició i depèn de l'estat en particular inferior de la transició s'inicia des de l'estat superior i que està connectat.
L'amplada de les línies d'absorció pot ser determinat per l'espectròmetre utilitzat per registrar. Un espectròmetre té un límit inherent a l'estretor d'una línia que pot decidir i, per tant, l'amplada pot ser observada en aquest límit. Si l'amplada és més gran que el límit de resolució, llavors es determina principalment per l'entorn de l'absorbent. Un absorbidor de líquid o sòlid, en el qual les molècules veïnes fortament interaccionen entre si, tendeix a tenir més àmplies línies d'absorció que un gas. L'augment de la temperatura o la pressió del material absorbent també tendirà a augmentar l'amplada de línia. També és comú per diverses transicions veïnes per estar prou a prop entre si que les seves línies se superposen i la línia general resultant és, per tant, més ampli encara.

### Relació amb l'espectre de transmissió
Els espectres d'absorció i transmissió representen informació equivalent i un es pot calcular a partir de l'altre mitjançant una transformació matemàtica. Un espectre de transmissió tindrà les seves intensitats màximes a les longituds d'ona on l'absorció és més feble perquè es transmet més llum a través de la mostra. Un espectre d'absorció tindrà les seves intensitats màximes a les longituds d'ona on l'absorció és més forta.

## Mètodes experimentals

### Enfocament bàsic
L'enfocament més senzill per a l'espectroscòpia d'absorció és generar radiació amb una font, mesurar un espectre de referència d'aquesta radiació amb un detector i després tornar a mesurar l'espectre de la mostra després de col·locar el material d'interès entre la font i el detector. Els dos espectres mesurats es poden combinar per a determinar l'espectre d'absorció del material. L'espectre de la mostra per si sol no és suficient per a determinar l'espectre d'absorció perquè es veurà afectat per les condicions experimentals: l'espectre de la font, l'espectre d'absorció d'altres materials entre la font i el detector i les característiques dependents de la longitud d'ona del detector. No obstant això, l'espectre de referència es veurà afectat de la mateixa manera per aquestes condicions experimentals i, per tant, la combinació produeix l'espectre d'absorció del material sol.
S'empra una àmplia varietat de fonts de radiació per a cobrir l'espectre electromagnètic. Per a l'espectroscòpia, generalment és desitjable que una font cobreixi una àmplia franja de longituds d'ona per a mesurar una àmplia regió de l'espectre d'absorció. Algunes fonts emeten inherentment un ampli espectre. Exemples d'aquests inclouen globars o altres fonts de cossos negres en l'infraroig, llums de mercuri en els tubs de raigs X i visible i ultraviolat. Una nova font de radiació d'ampli espectre desenvolupada recentment és la radiació sincrotró que cobreix totes aquestes regions espectrals. Altres fonts de radiació generen un espectre estret, però la longitud d'ona d'emissió es pot ajustar per a cobrir un rang espectral. Exemples d'aquests inclouen clistrons a la regió de microones i làsers a la regió infraroja, visible i ultraviolada (encara que no tots els làsers tenen longituds d'ona sintonitzables).
El detector emprat per a mesurar la potència de radiació també dependrà del rang de longitud d'ona d'interès. La majoria dels detectors són sensibles a un rang espectral bastant ampli i el sensor seleccionat sovint dependrà més dels requisits de sensibilitat i soroll d'un mesurament determinat. Exemples de detectors comuns en espectroscòpia inclouen receptors heterodins en microones, bolòmetres en ones mil·limètriques i infrarojos, tel·lurur de mercuri cadmi i altres detectors de semiconductors refrigerats en infrarojos, i fotodíodes i tubs fotomultiplicadors en el visible i ultraviolat.
Si tant la font com el detector cobreixen una àmplia regió espectral, llavors també és necessari introduir un mitjà per a resoldre la longitud d'ona de la radiació per a determinar l'espectre. Sovint, s'utilitza un espectrògraf per a separar espacialment les longituds d'ona de la radiació de manera que la potència en cada longitud d'ona es pugui mesurar de manera independent. També és comú emprar interferometria per a determinar l'espectre; l'espectroscòpia infraroja per transformada de Fourier és una implementació àmpliament utilitzada d'aquesta tècnica.
Altres dues qüestions que han de tenir-se en compte en preparar un experiment d'espectroscòpia d'absorció inclouen l'òptica utilitzada per a dirigir la radiació i els mitjans per a sostenir o contenir el material de mostra (anomenat cubeta o cel·la). Per a la majoria dels mesuraments UV, visible i NIR, és necessari l'ús de cubetes de quars de precisió. En tots dos casos, és important seleccionar materials que tinguin relativament poca absorció pròpia en el rang de longitud d'ona d'interès. L'absorció d'altres materials podria interferir o emmascarar l'absorció de la mostra. Per exemple, en diversos rangs de longitud d'ona és necessari mesurar la mostra al buit o en un entorn de gas noble perquè els gasos en l'atmosfera tenen característiques d'absorció que interfereixen.

### Enfocaments específics
- Espectroscòpia astronòmica
- Espectroscòpia d'anell de cavitat (CRDS)
- Espectrometria d'absorció làser (LES)
- Espectroscòpia Mössbauer
- Espectroscòpia fotoacústica
- Espectroscòpia de fotoemissió
- Microscòpia òptica fototèrmia
- Espectroscòpia fototèrmia
- Espectroscòpia de reflectància difusa
- Espectroscòpia d'absorció de làser de díode sintonitzable (TDLAS)
- Estructura fina d'absorció de raigs X (XAFS)
- Absorció de raigs X prop de l'estructura de la vora (XANES)
- Espectroscòpia d'absorció total (TAS)
- Espectroscòpia infraroja de reflexió-absorció (RAIRS)